# 阿波赤石駅
阿波赤石駅（あわあかいしえき）は、徳島県小松島市赤石町にある四国旅客鉄道（JR四国）牟岐線の駅である。駅番号はM07。駅の標高は3.4 m。

## 歴史

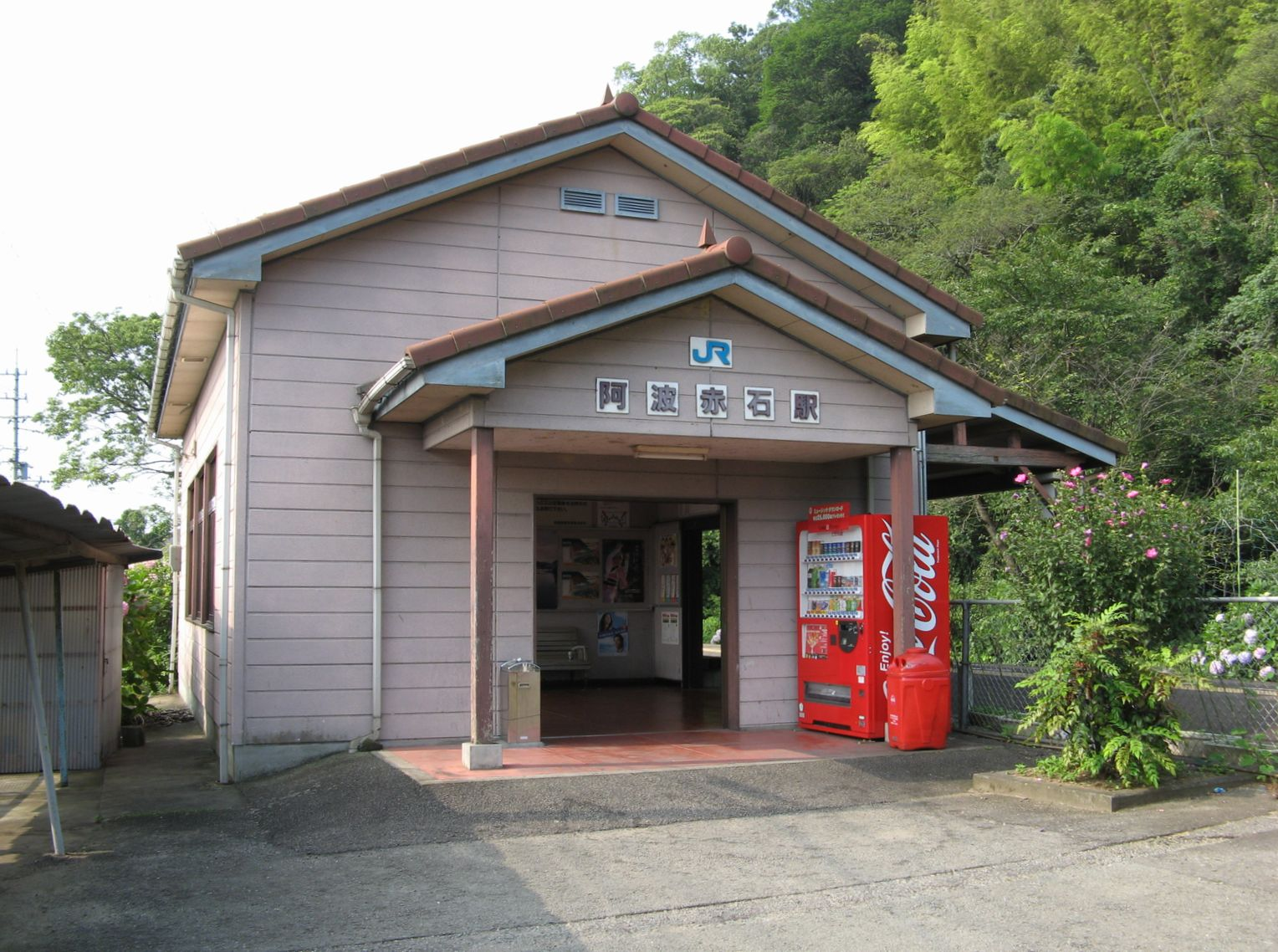
旧駅舎（2007年7月）

- 1916年（大正5年）12月15日：阿南鉄道の赤石駅として開業[2]。
- 1936年（昭和11年）7月1日：阿南鉄道が国有化される[2]。同時に阿波赤石駅と改称[2]。
- 1963年（昭和38年）4月1日：業務委託駅となる（日本交通観光社に委託）[4]。
- 1970年（昭和45年）6月1日：貨物の取り扱いを廃止[2]。
- 1972年（昭和47年）10月1日：荷物扱い廃止[2][5]。駅員無配置駅（簡易委託駅）となる[6]。
- 1987年（昭和62年）4月1日：国鉄分割民営化によりJR四国の駅となる[2]。
- 2015年（平成27年）3月21日：2代目駅舎が完成する[7]。
- 2021年（令和3年）12月31日：乗車券類の簡易委託発売を終了。

## 駅構造
単式ホーム1面1線を有する地上駅。以前は相対式2面2線であった。木造駅舎は撤去され、代わりに待合所が設置されている。
なお、ホーム周辺には桜の木が数本あり、春には花を咲かせる。

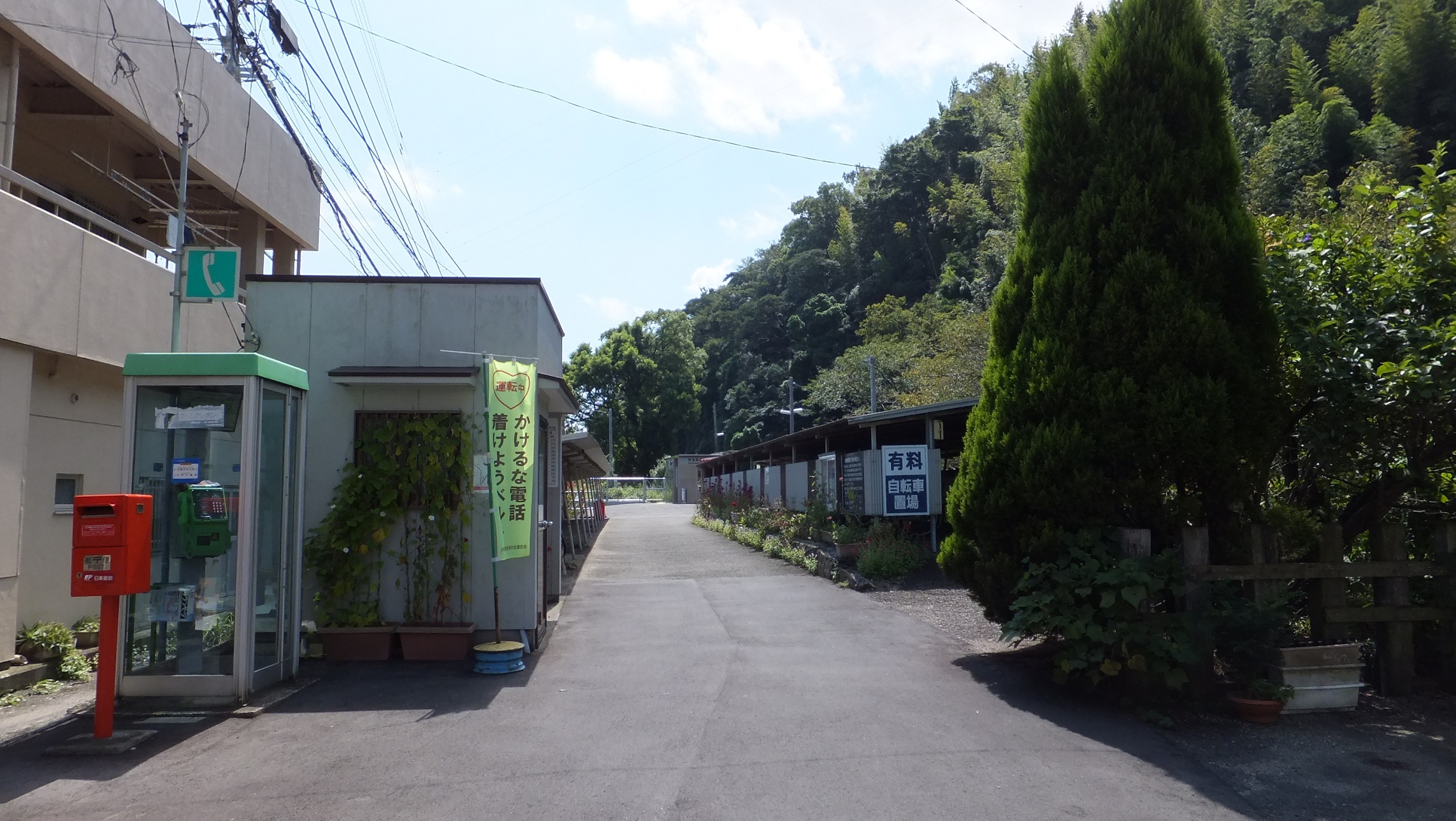
駅入口付近（2015年9月）
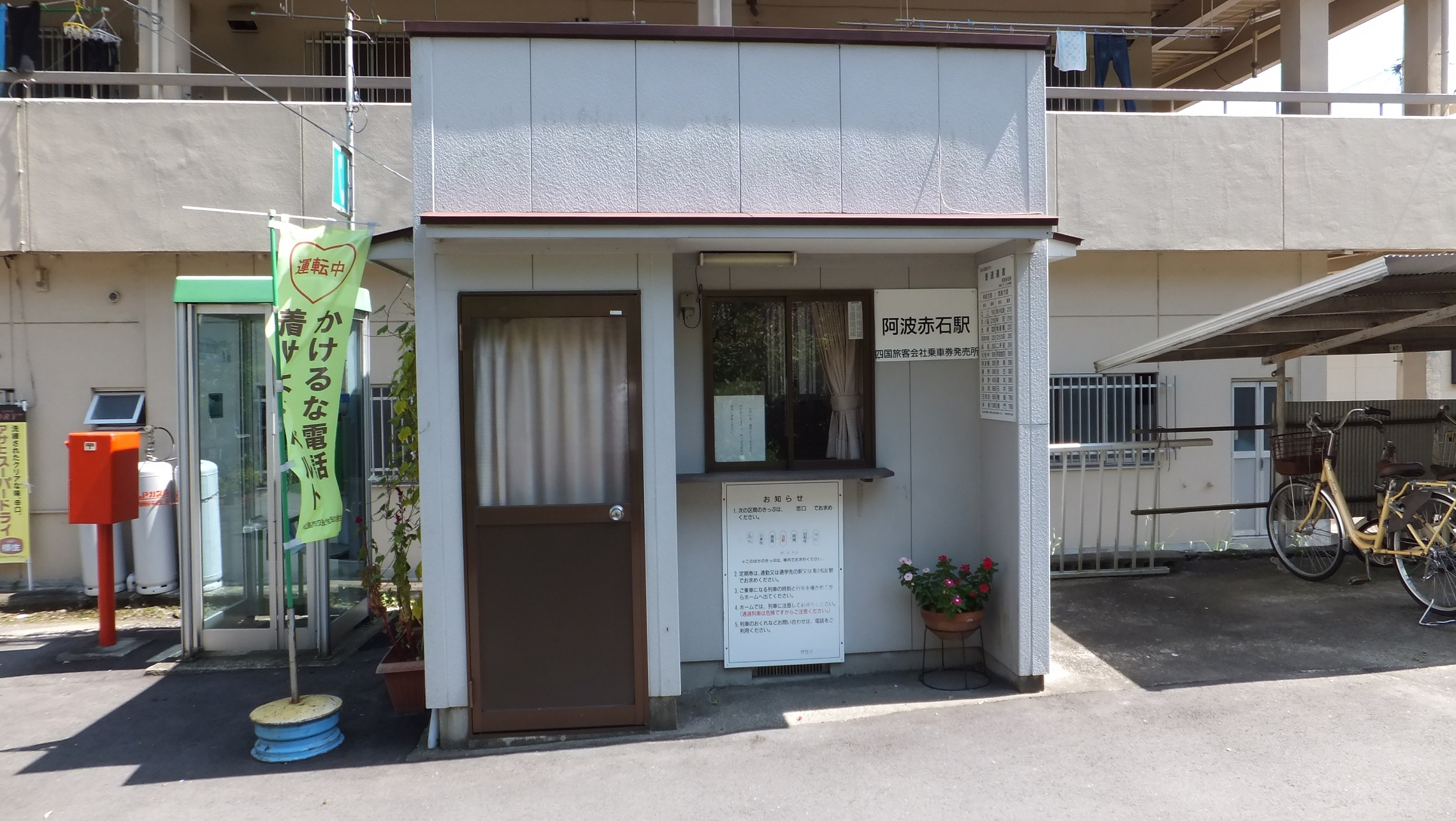
切符売り場（2015年9月）
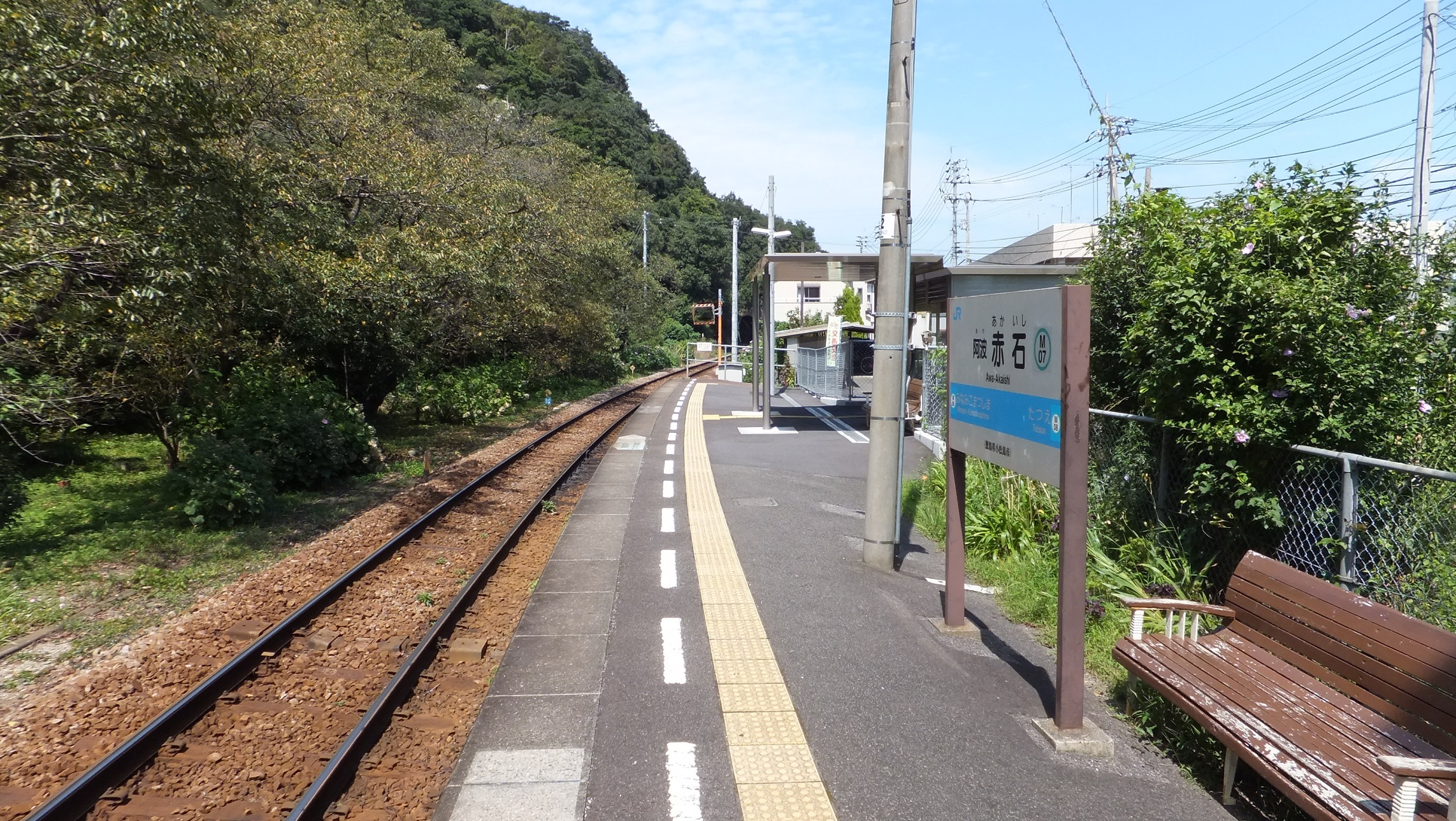
ホーム（2015年9月）

## 駅周辺
郵便局・金融機関
- 日本郵便赤石郵便局
- 阿波銀行赤石支店
- 徳島信用金庫赤石支店

教育機関
- 小松島市立新開小学校
- 小松島市立小松島南中学校
- 小松島市立体育館
- 小松島市立武道館
- 小松島市営プール

その他
- 日本製紙小松島工場
- リンテック小松島工場
- 小松島航空基地
- 豊浦神社
- 現福寺
- ディオ 小松島店
- ハローズ 大林店
- 立江川

道路
- 徳島県道28号阿南小松島線
- 徳島県道120号徳島小松島線
- 徳島県道217号田野勢合線
- 徳島県道218号和田島赤石線

## 隣の駅
四国旅客鉄道（JR四国）
■牟岐線
■普通
南小松島駅 (M06) - 阿波赤石駅 (M07) - 立江駅 (M08)